# Tholosgrab von Tiryns

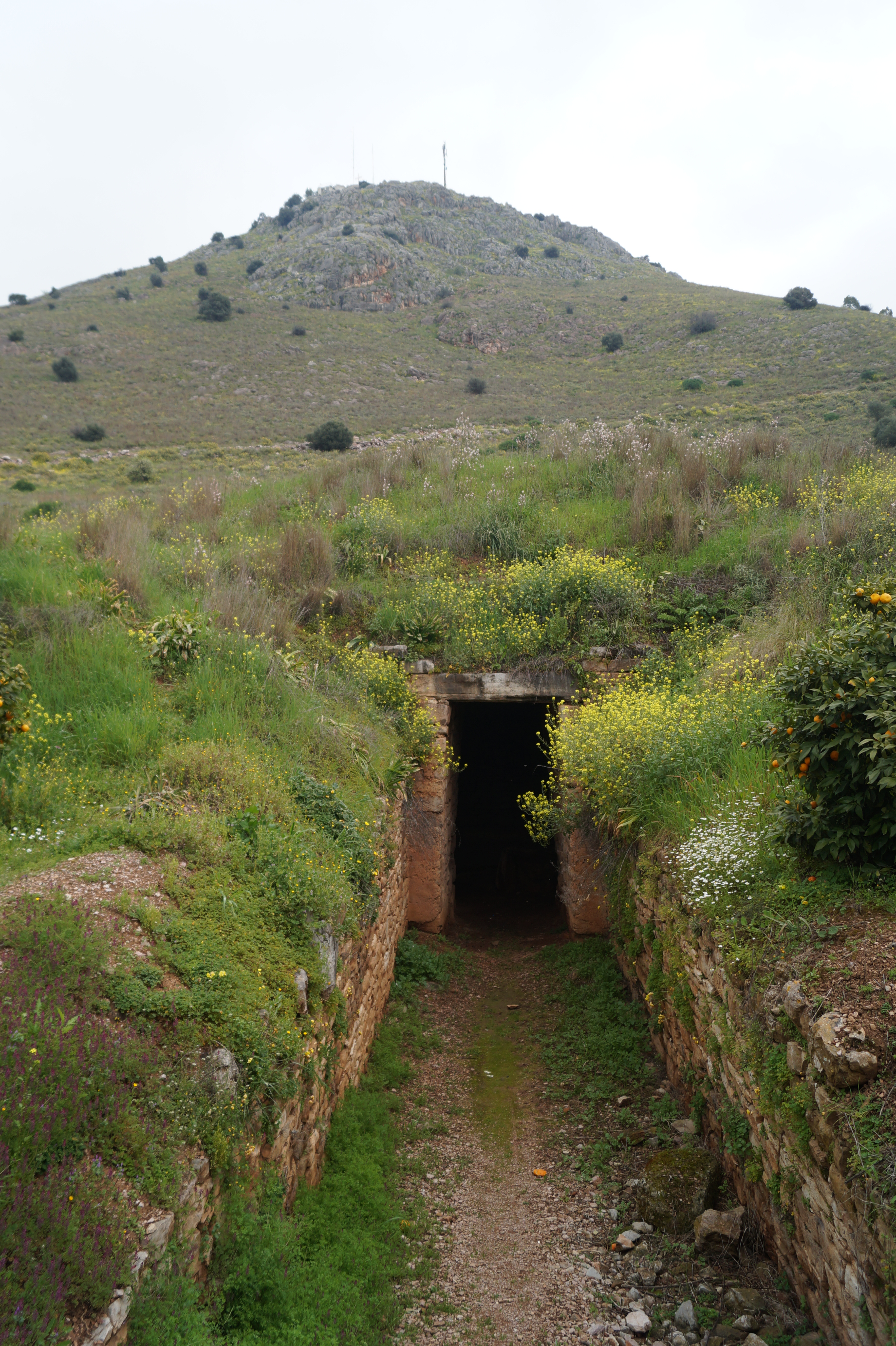
Dromos und Fassade des Tholosgrabs von Tiryns

Das Tholosgrab von Tiryns (griechisch Θολωτός Τάφος Τίρυνθας) ist ein unterirdischer Tholosbau, der während der Späthelladischen Zeit um 1300 v. Chr. errichtet wurde. Es wurde 1913 von Hans Dragendorff unter Leitung von Georg Karo ausgegraben.

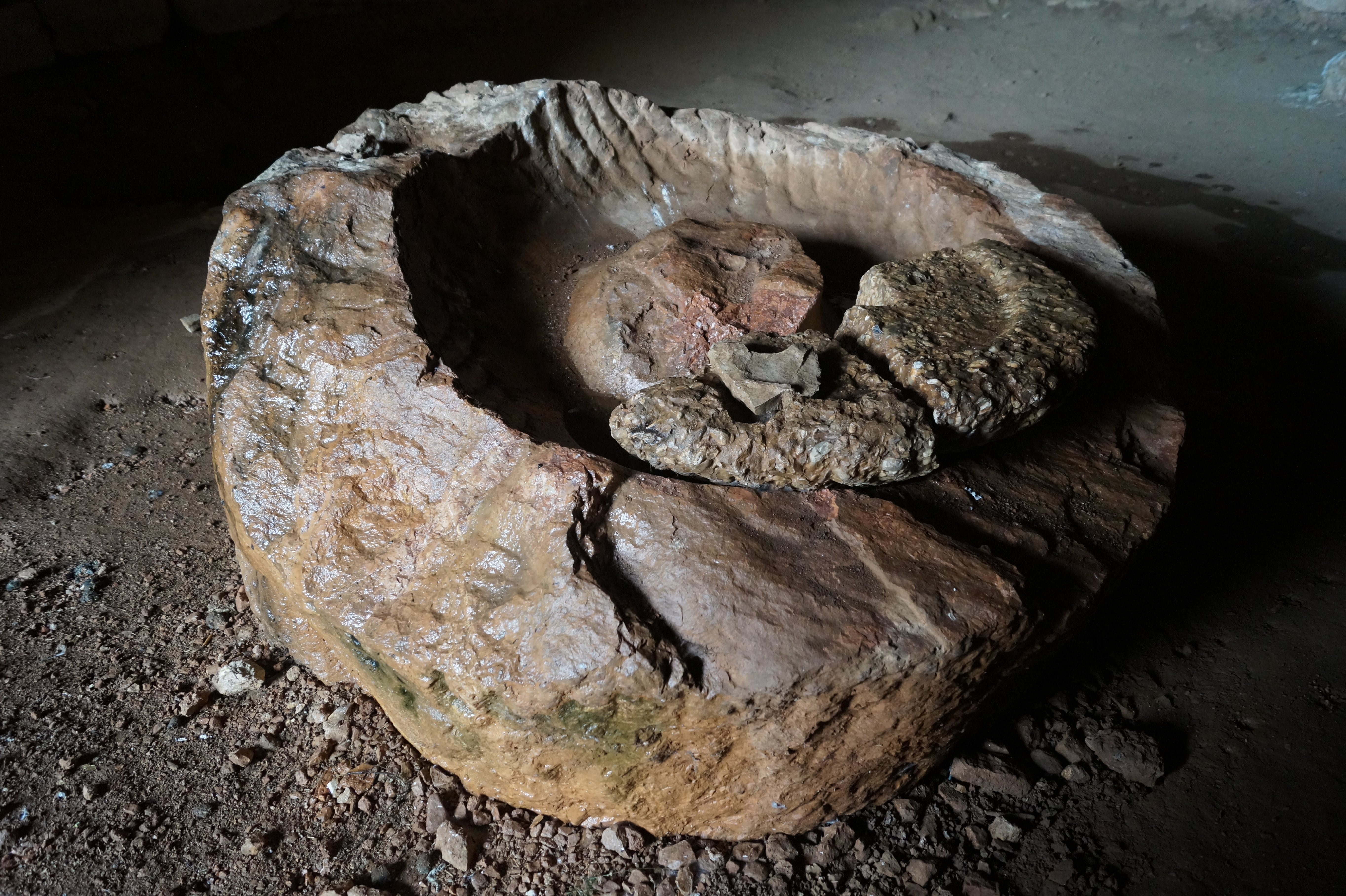
Ölmühle im Tholosgrab von Tiryns

## Beschreibung
Das Grab liegt etwa 1 km östlich der Burg von Tiryns am westlichen Fuß des Profitis Ilias-Hügels. Der Dromos ist 13,70 m lang und 3 m breit und verläuft von West nach Ost. Er ist aus grob behauenen Kalksteinplatten errichtet. Die Fassade war mit Spiralen verziert. Der Torweg (Stomion) ist etwa 5 m lang, 4 m hoch und 2 m breit. Er ist mit drei dicken Steinplatten abgedeckt. Während das Entlastungsdreieck über den Decksteinen außen verschwunden ist, kann man es im Innern noch sehen. Das Grab konnte mit einer zweiflügeligen Tür verschlossen werden.
Die Tholos hat einen Durchmesser von etwa 8,50 m und eine Höhe von 8 m. Im nördlichen Teil des Grabes gab es einen Grabschacht, der mit Kalksteinputz ausgekleidet war. Im Grab fand man protokorinthische und Schwarzfigurige Gefäßbruchstücke. Diese deuten auf einen Heroenkult in der Zeit vom 8. bis zum 6. Jahrhundert v. Chr. hin. Während der Römischen Kaiserzeit wurde das Grab vermutlich ausgeraubt und als Ölmühle verwendet. Bruchstücke des Mahlsteins sind heute noch im Grab zu sehen.